# 와트 증기기관

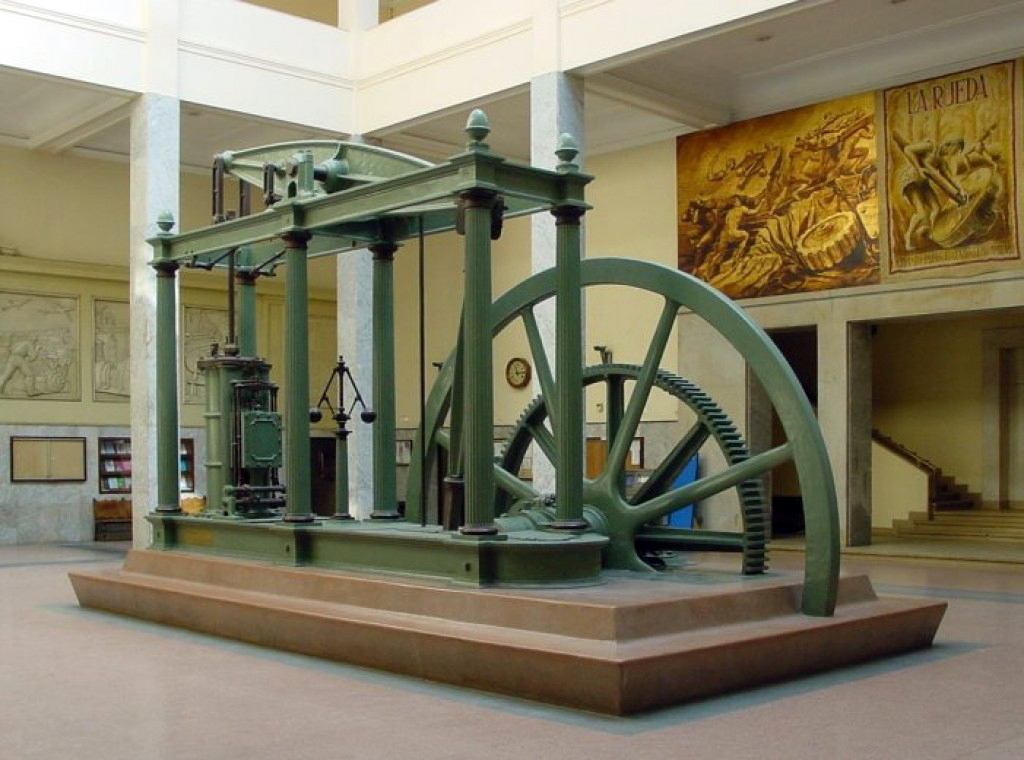

와트 증기 기관은 별도의 응축기를 사용하는 최초의 증기 기관이었다. 그것은 대기압 바로 위의 압력에서 증기를 사용하여 피스톤 아래 부분 진공을 생성하는 진공 또는 "대기" 엔진이었다. 피스톤 위의 대기압과 아래의 부분 진공 사이의 차이로 인해 피스톤이 실린더 아래로 밀려났다. 제임스 와트는 안전 문제 때문에 고압 증기 사용을 꺼렸다.
1763년부터 1775년까지 산발적으로 개발된 와트 증기 기관은 뉴커먼 엔진의 설계를 이끌었고 산업 혁명의 핵심이었다. 
와트의 중요한 2가지 해결점은 별도의 응축기와 회전 운동이었다. 와트의 엔진 효율은 뉴커먼 엔진 효율의 2배 이상이었다. 회전 운동은 뉴커먼 엔진의 진동 빔보다 산업 전력에 더 적합했다.

## 같이 보기
- 열기관
- 열역학

## 참조
1. ↑  Dickinson, Henry Winram (1939년). 《증기 기관의 짧은 역사》. 케임브리지 대학교 출판사. 87쪽. ISBN 978-1-108-01228-7.